# Marysette Agnel
Marysette Agnel, po mężu Claret (ur. 26 sierpnia 1926 w Chamonix, zm. 19 lipca 1958 w Courmayeur we Włoszech) – francuska narciarka alpejska, uczestniczka zimowych igrzysk olimpijskich 1952 i 1956.

## Osiągnięcia

### Igrzyska olimpijskie
| Miejsce | Dzień       | Rok  | Miejscowość       | Konkurencja   | Czas biegu  | Strata   | Zwyciężczyni         |
| ------- | ----------- | ---- | ----------------- | ------------- | ----------- | -------- | -------------------- |
| 19.     | 14 lutego   | 1952 | Oslo              | Slalom gigant | 2:18.0 min. | +11.2 s. | Andrea Mead-Lawrence |
| 22.     | 17 lutego   | 1952 | Oslo              | Zjazd         | 1:56.8 min. | +9.7 s.  | Trude Jochum-Beiser  |
| 7.      | 20 lutego   | 1952 | Oslo              | Slalom        | 2:14.3 min. | +7.5 s.  | Andrea Mead-Lawrence |
| 8.      | 27 stycznia | 1956 | Cortina d’Ampezzo | Slalom gigant | 1:59.4 min. | +2.9 s.  | Rosa Reichert        |
| 9.      | 30 stycznia | 1956 | Cortina d’Ampezzo | Slalom        | 1:58.8 min. | +6.5 s.  | Renée Colliard       |
| 21.     | 1 lutego    | 1956 | Cortina d’Ampezzo | Zjazd         | 1:52.4 min. | +11.7 s. | Madeleine Berthod    |